# Waite (Maine)
Waite ist eine Town im Washington County des Bundesstaates Maine in den Vereinigten Staaten. Im Jahr 2020 lebten dort 66 Einwohner in 62 Haushalten (in den Vereinigten Staaten werden auch Ferienwohnungen als Haushalte gezählt) auf einer Fläche von 114,06 km².

## Geographie
Nach dem United States Census Bureau hat Waite eine Gesamtfläche von 114,06 km², von der 113,91 km² Land sind und 0,16 km² aus Gewässern bestehen.

### Geographische Lage
Waite liegt im Nordosten des Washington Countys. Der Tomah Stream, wie auch viele weitere kleine Flüsse, fließt in südliche Richtung durch das Gebiet der Town. Der Tomah Stream wurde nach einem indigenen Häuptling benannt, der den frühen Siedlern half. Die Oberfläche ist eben, ohne größere Erhebungen.

### Nachbargemeinden
Alle Entfernungen sind als Luftlinien zwischen den offiziellen Koordinaten der Orte aus der Volkszählung 2010 angegeben.
- Norden:Codyville, Unorganized Territory, 15,7 km
- Osten: North Washington, Unorganized Territory, 24,5 km
- Süden: Passamaquoddy Indian Township Reservation, 5,2 km
- Südwesten: Grand Lake Stream, 17,3 km
- Westen: Talmadge, 13,0 km
- Nordwesten: Topsfield, 17,8 km

### Stadtgliederung
In Waite gibt es mit Bingo und Waite zwei Siedlungsgebiete. Die Siedlung konzentriert sich auf den durchquerenden U.S. Highway 1.

### Klima
Die mittlere Durchschnittstemperatur in Waite liegt zwischen −9,4 °C (15 °F) im Januar und 20,6 °C (69 °F) im Juli. Damit ist der Ort gegenüber dem langjährigen Mittel der USA um etwa 9 Grad kühler. Die Schneefälle zwischen Oktober und Mai liegen mit bis zu zweieinhalb Metern mehr als doppelt so hoch wie die mittlere Schneehöhe in den USA; die tägliche Sonnenscheindauer liegt am unteren Rand des Wertespektrums der USA.

## Geschichte
Das Gebiet wurde zunächst unter der Bezeichnung Township No. 2, Second Range Titcomb Survey (T2 R2 TS) vermessen. Die Besiedlung des Gebietes startete 1832. Vermutlich wurde das Gebiet nach Benjamin Waite benannt, einem frühen Holzfäller in dem Gebiet. Zunächst als Waite Plantation organisiert, wurde es am 22. Februar 1876 als Town mit dem Namen Waite organisiert. Im Jahr 1880 gab es bereits zwei Schulhäuser in Waite und 122 Bewohner.

### Einwohnerentwicklung
| Volkszählungsergebnisse – Town of Waite, Maine | Volkszählungsergebnisse – Town of Waite, Maine | Volkszählungsergebnisse – Town of Waite, Maine | Volkszählungsergebnisse – Town of Waite, Maine | Volkszählungsergebnisse – Town of Waite, Maine | Volkszählungsergebnisse – Town of Waite, Maine | Volkszählungsergebnisse – Town of Waite, Maine | Volkszählungsergebnisse – Town of Waite, Maine | Volkszählungsergebnisse – Town of Waite, Maine | Volkszählungsergebnisse – Town of Waite, Maine | Volkszählungsergebnisse – Town of Waite, Maine |
| Jahr                                           | 1800                                           | 1810                                           | 1820                                           | 1830                                           | 1840                                           | 1850                                           | 1860                                           | 1870                                           | 1880                                           | 1890                                           |
| ---------------------------------------------- | ---------------------------------------------- | ---------------------------------------------- | ---------------------------------------------- | ---------------------------------------------- | ---------------------------------------------- | ---------------------------------------------- | ---------------------------------------------- | ---------------------------------------------- | ---------------------------------------------- | ---------------------------------------------- |
| Einwohner                                      |                                                |                                                |                                                |                                                |                                                |                                                | 95                                             | 122                                            | 204                                            | 159                                            |
| Jahr                                           | 1900                                           | 1910                                           | 1920                                           | 1930                                           | 1940                                           | 1950                                           | 1960                                           | 1970                                           | 1980                                           | 1990                                           |
| Einwohner                                      | 135                                            | 162                                            | 186                                            | 165                                            | 152                                            | 117                                            | 73                                             | 70                                             | 130                                            | 119                                            |
| Jahr                                           | 2000                                           | 2010                                           | 2020                                           | 2030                                           | 2040                                           | 2050                                           | 2060                                           | 2070                                           | 2080                                           | 2090                                           |
| Einwohner                                      | 105                                            | 101                                            | 66                                             |                                                |                                                |                                                |                                                |                                                |                                                |                                                |

## Wirtschaft und Infrastruktur

### Verkehr
Der U.S. Highway 1 verläuft in nordsüdlicher Richtung entlang der westlichen Grenze durch die Town.

### Öffentliche Einrichtungen
Es gibt keine medizinische Einrichtung in Waite. Die nächstgelegenen befinden sich in Calais.
Waite besitzt keine eigene Bücherei. Die nächstgelegene befindet sich in Princeton.

### Bildung
Für die Schulbildung in Waite ist das Waite School Department zuständig.